# Bullrun
Pour les articles homonymes, voir Bull Run.
Bullrun est un programme américain secret mis en œuvre par la NSA dont le but est de casser les systèmes de chiffrement utilisés dans les protocoles les plus répandus sur Internet, tels le Secure Sockets Layer (SSL), les réseaux privés virtuels (VPN) ou la voix sur IP (VoIP),. L'équivalent britannique s'appelle Edgehill
,. L'existence du programme a été révélée en septembre 2013 par Edward Snowden.

## Historique
Pendant les années 1990, la NSA a perdu une bataille publique sur le droit d'insérer une porte dérobée dans tous les outils logiciels de chiffrement des données. À partir de 2000, quand ils sont devenus de plus en plus couramment utilisés pour les échanges dans le Web, elle a investi des milliards de dollars dans un programme de recherche destiné à maintenir ses capacités d'écoute.

## Présentation

### Révélations d'Edward Snowden
Le 5 septembre 2013, The Guardian, The New York Times et ProPublica révèlent, sur la base de documents fournis par Edward Snowden, que la NSA et le GCHQ sont capables de décoder l'essentiel des systèmes de chiffrement des communications sur internet, des systèmes utilisés chaque jour par des centaines de millions d'internautes pour protéger leur vie privée et par les entreprises pour sécuriser leurs échanges électroniques,,.
Les trois médias expliquent que les méthodes utilisées par les agences de renseignement anglo-saxonnes incluent,, :
- des mesures pour s'assurer le contrôle sur l'établissement de normes américaines et internationales de chiffrement (NIST, normes ISO),
- la collaboration avec des entreprises technologiques pour intégrer — dès la conception — des portes dérobées dans leurs solutions de chiffrement (logiciels ou puces électroniques),
- la collaboration avec des fournisseurs de services Internet pour récupérer des certificats de chiffrement,
- l'investissement dans des ordinateurs à hautes performances,
- voire des cyberattaques ou l'espionnage des sociétés pour leur voler leurs clés numériques.

The Guardian et The New York Times indiquent que les agences ont déployé beaucoup d'efforts sur les principaux protocoles ou technologies utilisés dans Internet (HTTPS/SSL, VPN) ou la 4G pour la téléphonie mobile, avec des avancées majeures en 2010, afin d'être capable d'intercepter et de déchiffrer en temps réel des volumes très importants de données qui circulent dans le réseau,. De plus, les journaux indiquent aussi les solutions de chiffrement et les communications liées à Hotmail, Yahoo, Facebook et surtout Google qui font l'objet d'analyses approfondies de la NSA.
Par ailleurs, l'accès au programme Bullrun est limité à du personnel de haut niveau provenant des pays signataires de UKUSA. Les informations ne pouvant être décryptées avec la technologie actuelle peuvent être stockées indéfiniment, ce qui permet aux agences de continuer à travailler sur des méthodes de cassage.

### Réactions aux révélations
À la suite de la publication de ces révélations, plusieurs experts supposent que la NSA exploite principalement des failles identifiées dans l'implémentation des logiciels de chiffrement (Microsoft CryptoAPI, OpenSSL) plutôt que dans les algorithmes,,,.
Trois jours après ces révélations, le NIST recommandait fortement de ne plus utiliser son standard portant sur le Dual Elliptic Curve Deterministic Random Bit Generator (en). Portant le nom de "Special Publication 800-90A", le NIST a ainsi repassé ce standard en statut "projet", six ans après l'avoir publié officiellement comme norme.
Le 20 septembre 2013, la société RSA Security recommande officiellement de ne pas utiliser ses produits B-SAFE à la suite de l'installation d'une porte dérobée dans le standard Dual_EC_DRBG par la NSA,.
Le site web Cryptome diffuse des copies des articles de presse ayant révélé l'existence de Bullrun,,.